# Kiliwi Indijanci
Kiliwi (Kiliwa, Ko’lew) su pleme Yuman Indijanaca sa sjevera poluotoka Baja California danas nastanjeni tek u nekoliko kuća po selima Arroyo León, Agua Escondida i La Parra u meksičkoj državi Baja California Norte. 
U travnju 1867 posjetio ih je William More Gabb u blizini misije Santo Tomás, oko 150 milja sjeverozapadno od Santa Borje, kaa su mu pomogli u izradi rječnika kojega je izdao 1877.
Sami sebe Kiliwe nazivaju ko' lew "man hunter", dok se njihov jezik naziva quinicua, quiniwa, kolew, kj' wash, koj wash ili ko' jwaksh. Prema popisu iz 2000 godine kiliwa jezikom služilo se 52 osobe, nisu uračunate osobe do 5 godina (meksička praksa); 28 (1994 SIL). Kiliwa se danas prvenstveno bave uzgojem stoke (goveda i koze) i agrikulturom. 

## Vanjske poveznice
- Kiliwa (Kiliwi, Ko'lew)
- Kiliwa  Arhivirana inačica izvorne stranice od 6. srpnja 2006. (Wayback Machine)